# Cotyledon
|  | Aquest article tracta sobre la planta amb flor. Vegeu-ne altres significats a «Cotyledon (alga)». |

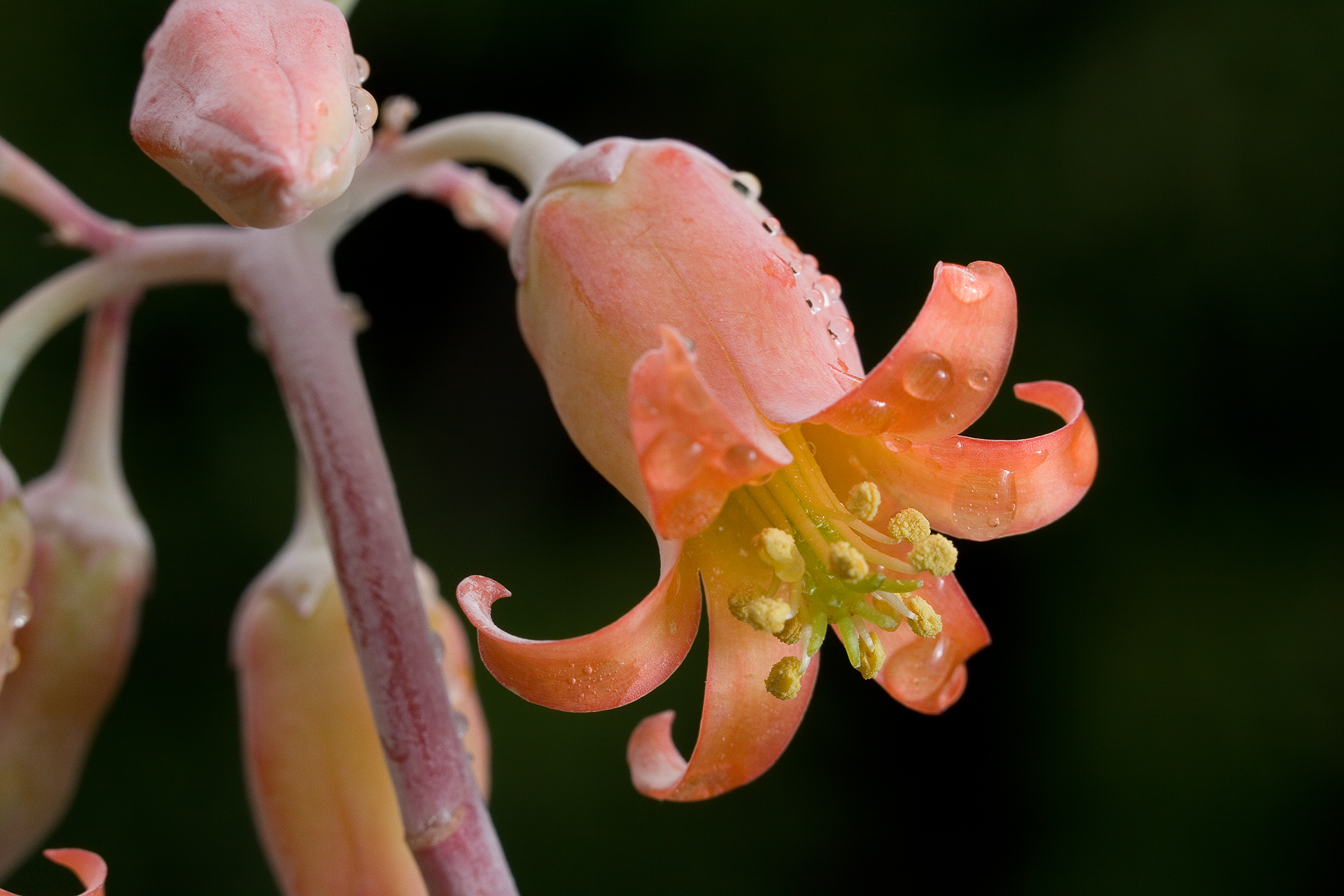
Orella d'ase Cotyledon orbiculata

Cotyledon és un gènere de plantes amb flors de la família Crassulaceae.

## Característiques
Són plantes crasses menudes. Algunes espècies que abans formaven part d'aquest gènere han passat actualment a altres gèneres.

## Espècies
- Cotyledon chrysantha
- Cotyledon elisae
- Cotyledon galpinii
- Cotyledon hispanica – orella de monjo
- Cotyledon orbiculata – orella d'ase
- Cotyledon tomentosa -
- Cotyledon undulata

### Espècies que ja no pertanyen al gènereCotyledon
- Cotyledon hispanica L. → Sedum hispanicum (L.) DC.
- Cotyledon sedoides  DC. → Mucizonia sedoides (DC.) Webb
- Cotyledon umbilicus-veneris auct., non L. → Umbilicus rupestris (Salisb.) Dandy - melics, barretets, coca de paret, capellets